# Arsenio González
Arsenio González Gutiérrez (Yudego, Burgos, 9 de marzo de 1960) es un exciclista profesional español. Fue profesional desde 1983 hasta 1998.

## Palmarés
1982 (como amateur)
- Volta da Ascension
- Santikutz Klasika

1983
- 1 etapa de la Vuelta a Cantabria

1988
- 1 etapa de la Volta a Cataluña

1989
- 1 etapa del Gran Premio Torres Vedras-Trofeo Joaquim Agostinho

1996
- Clásica de Sabiñánigo
- Circuito de Guecho

## Resultados en las Grandes Vueltas y Campeonatos del Mundo
| Carrera         | 1983 | 1984 | 1985 | 1986 | 1987 | 1988 | 1989 | 1990 | 1991 | 1992 | 1993 | 1994 | 1995 | 1996 | 1997 | 1998 |
| --------------- | ---- | ---- | ---- | ---- | ---- | ---- | ---- | ---- | ---- | ---- | ---- | ---- | ---- | ---- | ---- | ---- |
| Giro de Italia  | -    | -    | -    | -    | -    | -    | -    | -    | -    | -    | -    | -    | 21.º | -    | 52.º | 55.º |
| Tour de Francia | -    | -    | -    | -    | -    | 97.º | -    | -    | -    | 20.º | Ab.  | 40.º | 23.º | 24.º | Ab.  | -    |
| Vuelta a España | 33º  | 50.º | 35º  | 43.º | -    | -    | -    | -    | 52.º | 24.º | 23.º | 24.º | -    | 36.º | 47.º | 31.º |
| Mundial en Ruta | -    | -    | -    | -    | -    | -    | -    | -    | -    | 31.º | -    | -    | -    | -    | -    | -    |

-: no participa

Ab.: abandono

## Equipos
- Kelme (1983-1986)
- Teka (1987-1990)
- CLAS-Cajastur (1991-1993)
- Mapei (1994-1996)
- Kelme-Costa Blanca (1997-1998)